# アッティラ・シハー
アッティラ・シハー（アッティラ・チハー、Attila Csihar、1971年3月29日 - ）は、ハンガリー・ブダペスト出身のヘヴィメタル・ミュージシャン。
主にブラックメタルの分野で活動している。特にメイヘムのボーカリストとして著名。「Void ov Voices」というソロプロジェクトも知られている。ハンガリー人の姓名表記では、チハル・アティッラ (Csihar Attila)となるが、本記事ではバンド活動などで主に使われるヨーロッパ風の姓名表記を用いる。
彼のボーカルは、作家のイアン・クライストに『オペラティック』であると評された 。

## 略歴
1985年に、ハンガリーのブラックメタル・バンド、トーメンターでボーカリスト兼ギタリストとして活動を始める。アルバムと同程度の曲数を収録したデモテープ『Anno Domini』をリリースするも、その後、トーメンターは1991年に解散。トーメンターの活動で、ノルウェーのメイヘムとの関わりが生まれ、デッドの自殺によって空席となっていたメイヘムにセッション・ボーカリストとして招かれた。そして、1stアルバム『De Mysteriis Dom Sathanas』に参加した。
メイヘムに参加した後、アッティラは、プラズマ・プール、アボリムやコログのような様々なバンドで活動するようになる。また、ハンガリーでロック・オペラ、ジーザス・クライスト・スーパースターにカイアファ (Caiaphas)として出演したこともある。また、再結成したキープ・オヴ・カレシンにボーカリストとして短期間参加した。
また、アメリカのドゥームメタル/ドローンメタルバンド、Sunn O)))の影のメンバーでもある。アッティラは、Sunn O)))で5枚のフルアルバムに参加した。その中には、Sunn O)))の最も成功したアルバム『Monoliths & Dimensions』が含まれ、世界を周るツアーにも参加した。
2004年には、マニアックの脱退したメイヘムに加入した。1992年に1stアルバムのレコーディングに参加した時から実に12年経過して、正式加入することとなった。加入前から不安定な状態にあったメイヘムは、アッティラ加入後もしばらく目立った活動は無かったが、徐々に持ち直し、2007年に4thアルバム『Ordo Ad Chao』をリリース。同アルバムは、ノルウェーのグラミー賞と呼ばれるSpellemannprisenを受賞し、ワールドワイドツアーを敢行した。
また、Sunn O)))のグレッグ・アンダーソン、オーレン・アンバーチとベリアル・チェンバー・トリオというプロジェクトも始めている。また、この他にもSunn O)))のスティーヴン・オマリー、オーレン・アンバーチとグレイヴテンプルというプロジェクトでも活動している。
2008年11月にはソロ・プロジェクト、Void on Voicesを始動させる。同プロジェクトは、ウルヴェルなどのバンドのサポートアクトとしても活動した。
彼は、ディセクション、エンペラー、トーケ、ウルヴェル、カレント93、Jarboe、Toby Knapp、Banks Violette、Nader Sadekなどの多くのアーティストとのコラボレーションも行っている。
彼は、映画製作所で働いていた。トニー・スコット監督の『スパイ・ゲーム』では、プロダクション・デザイナーのノリス・スペンサーの最初のアシスタントを務めた。

## ギャラリー

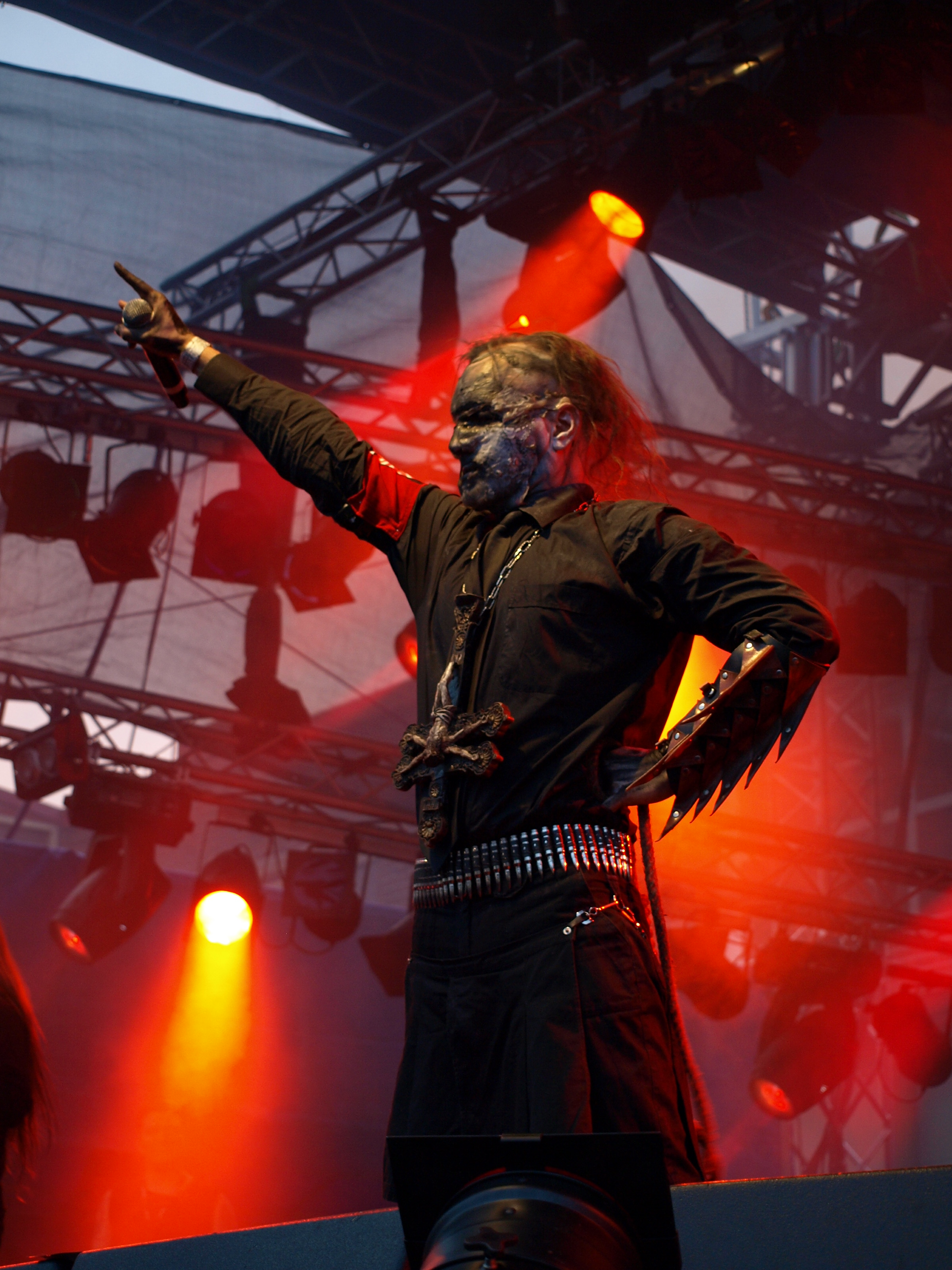
メイヘム - フィンランド公演 (2008年8月)
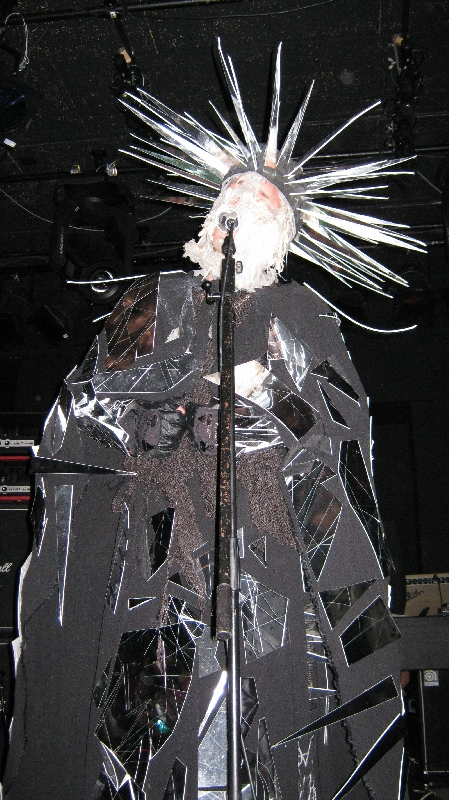
Sunn O))) - スイス公演 (2009年)
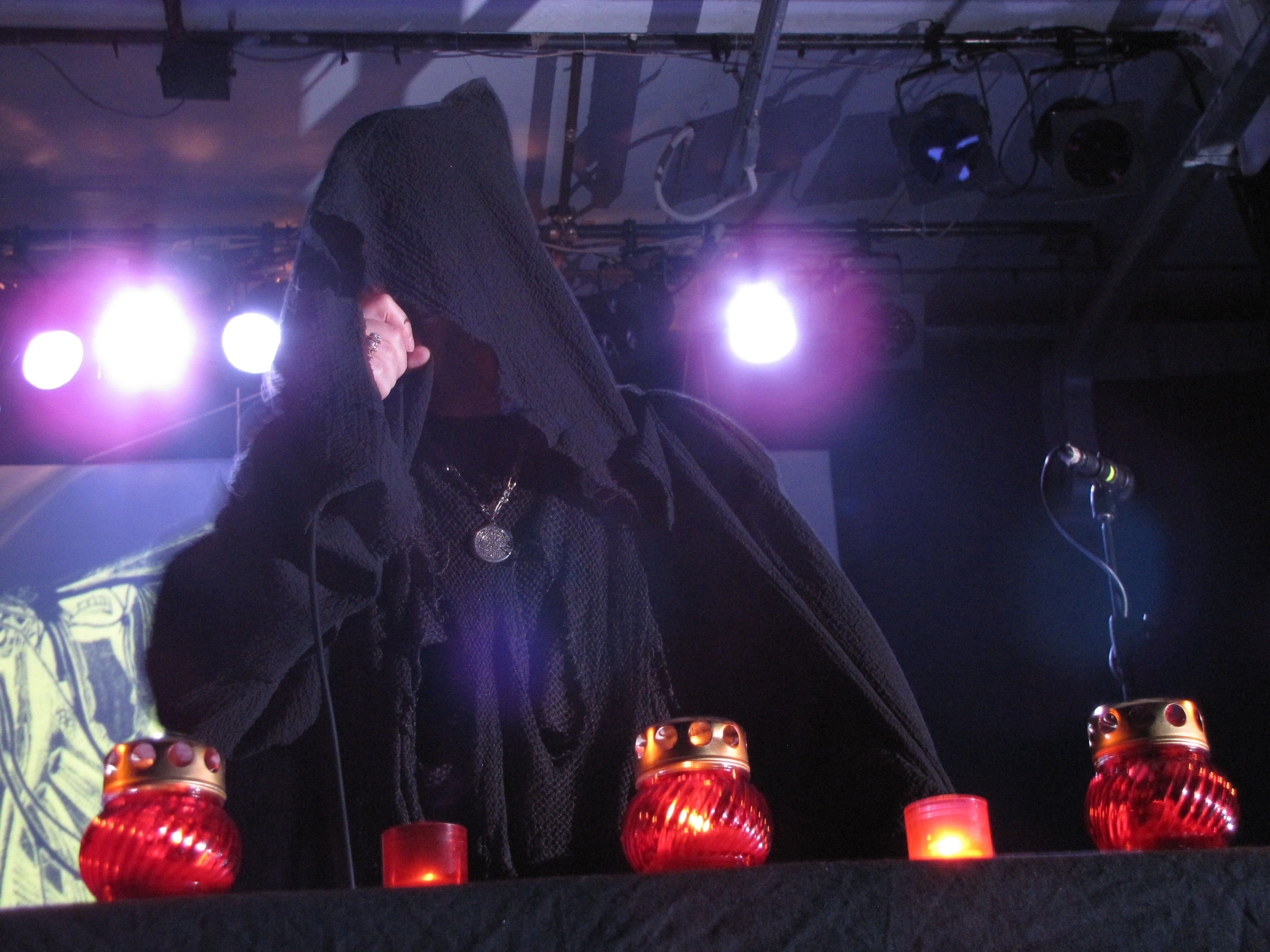
Void ov Voices (2010年)
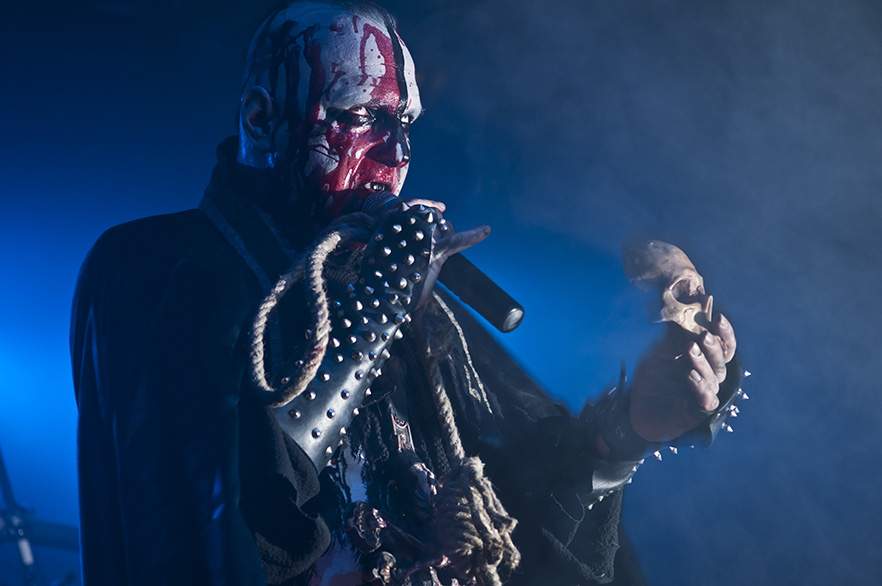
メイヘム - ノルウェー公演 (2011年8月)
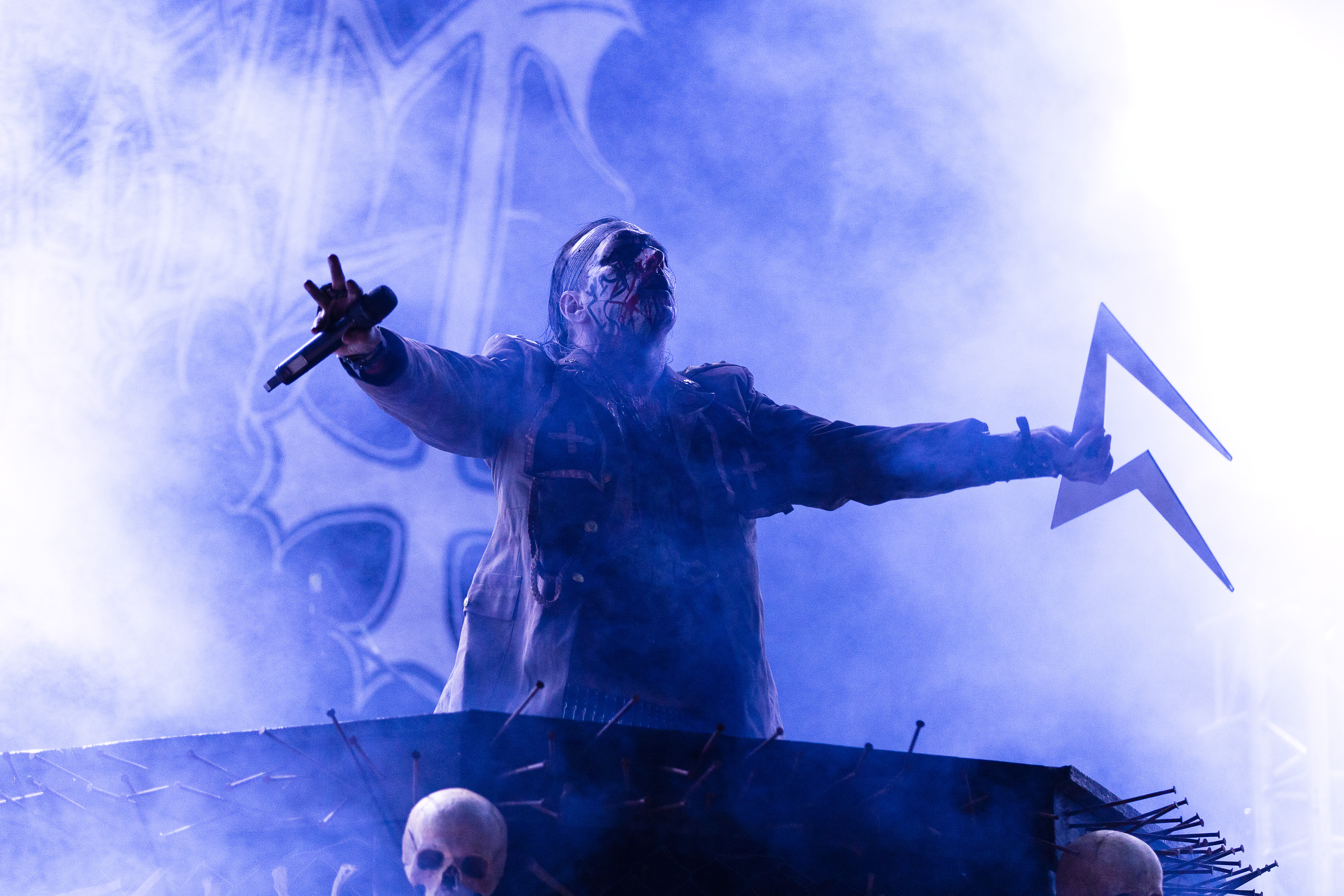
メイヘム - ドイツ公演 (2015年8月)

## ディスコグラフィ
- トーメンター: The Seventh Day Of Doom (1987年)
- トーメンター:  Anno Domini (1988年)
- メイヘム: De Mysteriis Dom Sathanas (1994年)
- プラズマ・プール: I (1991年–1994年)
- プラズマ・プール: Drowning II (1991年–1993年)
- アボリム: Kali Yuga Bizarre (1998年, guest performance)
- メイヘム: Mediolanum Capta Est (1998年, live album)
- トーメンター: Recipe Ferrum! (1999年)
- アボリム: Fire Walk with Us! (2000年)
- リンボニック・アート: Ultimate Death Worship - Guest vocals on "From the Shades of Hatred" (2001年)
- コログ: Korog (2001年)
- アボリム: With No Human Intervention (2003年)
- The Beast of Attila Csihar (2003年, compilation album)
- アナール・ナスラック: When Fire Rains Down from the Sky, Mankind Will Reap As It Has Sown - Guest vocals on "Atavism" (2003年)
- キープ・オヴ・カレシン: Reclaim (2003年)
- エンペラー: Scattered Ashes - Guest vocals on "Funeral Fog", Mayhem cover (2003年)
- Sear Bliss: Glory and Perdition - Additional vocals in Birth of Eternity and Shores of Death (2003年)
- Sunn O))): White2 (2004年)
- アボリム: Generator - Guest vocals on "Man Bites God" (2006年)
- アナール・ナスラック: Eschaton - Guest vocals on "Regression to the Mean" (2006年)
- メイヘム: Ordo Ad Chao ("Order to Chaos") - Vocals (2007年)
- Astarte: Demonized - Guest vocals on "Lycon" (2007年)
- ベリアル・チェンバー・トリオ: Burial Chamber Trio - Vocals (2007年)
- グレイヴテンプル: The Holy Down - Vocals (2007年)
- Sunn O))): Oracle (2007年)
- YcosaHateRon: La Nuit (2007年) - Guest vocals
- スティーヴン・オマリー & Attila Csihar - 6°Fskyquake (2008年)
- グレイヴテンプル: Ambient/Ruin - Vocals (2008年)
- Sunn O))):  Dømkirke - Vocals (2008年)
- Jarboe:  Mahakali - Guest Vocals on "The Soul Continues" (2008年)
- Sunn O))):  Monoliths & Dimensions (2009年)
- デス・オヴ・デザイア: ANTIhuman (2010年) - guest vocals on one track[6]
- ウルヴェル:  Wars of the Roses (2011年) - Guest vocals on "Providence"[7]